# Тисдейл, Уэймен
Уэймен Лоуренс Тисдейл (англ. Wayman Lawrence Tisdale; 9 июня 1964 года, Форт-Уэрт, штат Техас — 15 мая 2009 года, Талса, штат Оклахома) — американский профессиональный баскетболист и смут-джаз бас-гитарист.

## Ранние годы
Уэймен Тисдейл родился в городе Форт-Уэрт (штат Техас), учился в Талсской школе имени Букера Вашингтона, в которой играл за местную баскетбольную команду. В 1985 году окончил Университет Оклахомы, где в течение трёх лет играл на позиции тяжёлого форварда за команду «Оклахома Сунерс», в которой провёл успешную карьеру, набрав в итоге 2661 очко, 1048 подборов и 209 блок-шотов.

## Баскетбольная карьера
В 1985 году был выбран на драфте НБА под 2-м номером командой «Индиана Пэйсерс». Позже выступал за команды «Сакраменто Кингз» и «Финикс Санз». Всего в НБА провёл 12 сезонов. В 1982 году стал лучшим баскетболистом среди учащихся старшей школы. Три года подряд признавался баскетболистом года среди студентов конференции Big Eight, а также включался в 1-ю всеамериканскую сборную NCAA (1983—1985). Всего за карьеру в НБА сыграл 840 игр, в которых набрал 12 878 очков (в среднем 15.3 за игру), сделал 5117 подборов, 1077 передач, 464 перехвата и 500 блок-шотов.
В 1983 году Тисдейл стал в составе сборной США чемпионом Панамериканских игр в Каракасе. В 1984 году стал в составе сборной США олимпийским чемпионом Летних Олимпийских игр в Лос-Анджелесе.

## Музыкальная карьера
Тисдейл начал свою музыкальную карьеру в 1995 году, записав на студии звукозаписи «Motown Label» свой первый альбом «Power Forward» («Тяжёлый форвард»). За свою джазовую карьеру бас-гитариста он записал восемь альбомов, в 2001 году после выпуска релиза «Face to Face» («Лицом к лицу») Тисдейл взобрался на первую строчку современного джазового чарта еженедельного журнала Billboard. В 2002 году он был награждён премией «Legacy Tribute Award» и включён в Джазовый Зал Славы Оклахомы. В интернет-чате ESPN Тисдейл сказал, что на его музыкальные пристрастия большое влияние оказали фанк-группы 1970-х годов. Его последний альбом «Rebound» («Подбор») был написан и выпущен в 2008 году, уже после того, как у него был диагностирован рак.

## Болезнь и смерть
В марте 2007 года Тисдейл прошёл курс лечения от рака в колене (остеосаркома), который был обнаружен у него после того, как 8 февраля он упал с лестницы в своём доме и сломал ногу. В мае он объявил на своём сайте, что полностью восстановился после процедуры удаления кисты. Впоследствии выяснилось, что первый курс химиотерапии оказался неудачным, после чего пришлось проводить повторную процедуру. Однако в августе 2008 года Тисдейлу всё-таки ампутировали часть правой ноги из-за рецидива рака кости. На своём сайте Уэймен сказал, что удаление части ноги стало лучшим способом лечения, чтобы быть уверенным, что рак больше не вернётся.
Вскоре после операции для Тисдейла изготовили специальный протез. Скотт Саболич, директор клиники, сказал, что за свою 21-летнюю карьеру в его учреждении никогда не создавали таких больших протезов, как тот, который был разработан для бывшего баскетболиста. Саболич также отметил, что обычно привыкание к протезу занимает от трёх до шести месяцев, у Тисдейла же на эту процедуру ушёл ровно месяц. Уэймен также столь же быстро научился ходить на своей новой конечности, после чего его физиотерапевт сказал, что в этом отношении он на несколько месяцев ушёл вперёд от типичных пациентов. После этого случая он создал «Фонд Уэймена Тисдейла» для сбора средств по оказанию помощи пациентам после ортопедических операций, которые не всегда покрываются медицинской страховкой.
Тисдейл умер утром 15 мая 2009 года в медицинском центре Святого Джона в городе Талса, куда его жена Регина отвезла его, когда он с трудом мог дышать. Агент Тисдейла сказал, что его смерть стала для всех большим потрясением и отметил, что на следующей неделе Уэймен планировал отправиться в студию звукозаписи для реализации проекта с джазовым гитаристом Норманом Брауном. Пока точно не известно была ли его смерть связана с его борьбой с раком. У Тисдейла от его жены Регины было четверо детей.
21 мая 2009 года на поминальной службе в БОК Центре в городе Талса и похоронах Тисдейла присутствовало около 4000 человек. В июне 2009 года на сайте Оклахомского университета было объявлено, что новая специальная медицинская клиника на севере Талсы будет названа в честь Тисдейла.

## Дискография
- «Power Forward» (1995)
- «In The Zone» (1996)
- «Decisions» (1998)
- «Face to Face» (2001)
- «Presents 21 Days» (2003)
- «Hang Time» (2004)
- «Way Up!» (2006)
- «Rebound» (2008)
- «Fonk Record: Featuring Tiz & Fonkie Planetarians» (2010)

## Статистика

### Статистика в НБА
| Сезон                                                                                    | Команда    | Регулярный сезон | Регулярный сезон | Регулярный сезон | Регулярный сезон | Регулярный сезон | Регулярный сезон | Регулярный сезон | Регулярный сезон | Регулярный сезон | Регулярный сезон | Регулярный сезон | Серия плей-офф | Серия плей-офф | Серия плей-офф | Серия плей-офф | Серия плей-офф | Серия плей-офф | Серия плей-офф | Серия плей-офф | Серия плей-офф | Серия плей-офф | Серия плей-офф |
| Сезон                                                                                    | Команда    | GP               | GS               | MPG              | FG%              | 3P%              | FT%              | RPG              | APG              | SPG              | BPG              | PPG              | GP             | GS             | MPG            | FG%            | 3P%            | FT%            | RPG            | APG            | SPG            | BPG            | PPG            |
| ---------------------------------------------------------------------------------------- | ---------- | ---------------- | ---------------- | ---------------- | ---------------- | ---------------- | ---------------- | ---------------- | ---------------- | ---------------- | ---------------- | ---------------- | -------------- | -------------- | -------------- | -------------- | -------------- | -------------- | -------------- | -------------- | -------------- | -------------- | -------------- |
| 1985/86                                                                                  | Индиана    | 81               | 60               | 28,1             | 51,5             | 0,0              | 68,4             | 7,2              | 1,0              | 0,4              | 0,5              | 14,7             | Не участвовал  | Не участвовал  | Не участвовал  | Не участвовал  | Не участвовал  | Не участвовал  | Не участвовал  | Не участвовал  | Не участвовал  | Не участвовал  | Не участвовал  |
| 1986/87                                                                                  | Индиана    | 81               | 15               | 26,7             | 51,3             | 0,0              | 70,9             | 5,9              | 1,4              | 0,6              | 0,3              | 14,5             | 4              | 0              | 27,0           | 61,3           | -              | 56,5           | 4,0            | 2,3            | 0,3            | 0,0            | 12,8           |
| 1987/88                                                                                  | Индиана    | 79               | 57               | 30,1             | 51,2             | 0,0              | 78,3             | 6,2              | 1,3              | 0,7              | 0,4              | 16,1             | Не участвовал  | Не участвовал  | Не участвовал  | Не участвовал  | Не участвовал  | Не участвовал  | Не участвовал  | Не участвовал  | Не участвовал  | Не участвовал  | Не участвовал  |
| 1988/89                                                                                  | Индиана    | 48               | 5                | 27,6             | 50,5             | 0,0              | 79,2             | 6,5              | 1,6              | 0,7              | 0,7              | 16,0             | Не участвовал  | Не участвовал  | Не участвовал  | Не участвовал  | Не участвовал  | Не участвовал  | Не участвовал  | Не участвовал  | Не участвовал  | Не участвовал  | Не участвовал  |
| 1988/89                                                                                  | Сакраменто | 31               | 30               | 35,7             | 52,3             | -                | 74,4             | 9,6              | 1,7              | 0,6              | 0,6              | 19,8             | Не участвовал  | Не участвовал  | Не участвовал  | Не участвовал  | Не участвовал  | Не участвовал  | Не участвовал  | Не участвовал  | Не участвовал  | Не участвовал  | Не участвовал  |
| 1989/90                                                                                  | Сакраменто | 79               | 79               | 37,2             | 52,5             | 0,0              | 78,3             | 7,5              | 1,4              | 0,7              | 0,7              | 22,3             | Не участвовал  | Не участвовал  | Не участвовал  | Не участвовал  | Не участвовал  | Не участвовал  | Не участвовал  | Не участвовал  | Не участвовал  | Не участвовал  | Не участвовал  |
| 1990/91                                                                                  | Сакраменто | 33               | 31               | 33,8             | 48,3             | 0,0              | 80,0             | 7,7              | 2,0              | 0,7              | 0,8              | 20,0             | Не участвовал  | Не участвовал  | Не участвовал  | Не участвовал  | Не участвовал  | Не участвовал  | Не участвовал  | Не участвовал  | Не участвовал  | Не участвовал  | Не участвовал  |
| 1991/92                                                                                  | Сакраменто | 72               | 71               | 35,0             | 50,0             | 0,0              | 76,3             | 6,5              | 1,5              | 0,8              | 1,1              | 16,6             | Не участвовал  | Не участвовал  | Не участвовал  | Не участвовал  | Не участвовал  | Не участвовал  | Не участвовал  | Не участвовал  | Не участвовал  | Не участвовал  | Не участвовал  |
| 1992/93                                                                                  | Сакраменто | 76               | 75               | 30,0             | 50,9             | 0,0              | 75,8             | 6,6              | 1,4              | 0,7              | 0,6              | 16,6             | Не участвовал  | Не участвовал  | Не участвовал  | Не участвовал  | Не участвовал  | Не участвовал  | Не участвовал  | Не участвовал  | Не участвовал  | Не участвовал  | Не участвовал  |
| 1993/94                                                                                  | Сакраменто | 79               | 77               | 32,4             | 50,1             | -                | 80,8             | 7,1              | 1,8              | 0,5              | 0,7              | 16,7             | Не участвовал  | Не участвовал  | Не участвовал  | Не участвовал  | Не участвовал  | Не участвовал  | Не участвовал  | Не участвовал  | Не участвовал  | Не участвовал  | Не участвовал  |
| 1994/95                                                                                  | Финикс     | 65               | 13               | 19,6             | 48,4             | -                | 77,0             | 3,8              | 0,7              | 0,4              | 0,4              | 10,0             | 10             | 0              | 17,0           | 45,1           | 0,0            | 64,3           | 3,0            | 1,1            | 0,0            | 0,4            | 7,3            |
| 1995/96                                                                                  | Финикс     | 63               | 6                | 18,3             | 49,5             | -                | 76,5             | 3,4              | 0,9              | 0,2              | 0,6              | 10,7             | 4              | 0              | 16,8           | 33,3           | -              | 50,0           | 1,0            | 0,5            | 0,3            | 0,3            | 5,3            |
| 1996/97                                                                                  | Финикс     | 53               | 15               | 14,7             | 42,6             | -                | 62,5             | 2,3              | 0,4              | 0,2              | 0,4              | 6,5              | 4              | 4              | 9,0            | 40,0           | -              | -              | 1,8            | 0,0            | 0,0            | 0,0            | 3,0            |
|                                                                                          | Всего      | 840              | 534              | 28,4             | 50,5             | 0,0              | 76,0             | 6,1              | 1,3              | 0,6              | 0,6              | 15,3             | 22             | 4              | 17,3           | 45,6           | 0,0            | 59,0           | 2,6            | 1,0            | 0,1            | 0,2            | 7,1            |
| Наведите курсор мыши на аббревиатуры в заголовке таблицы, чтобы прочесть их расшифровку. |            |                  |                  |                  |                  |                  |                  |                  |                  |                  |                  |                  |                |                |                |                |                |                |                |                |                |                |                |